# RSC / Życie to teatr
RSC / Życie to teatr – drugi album polskiej grupy RSC, wydany w 1984 nakładem wydawnictwa VEGA.
Pierwotnie album został wydany jedynie na nośniku kasety magnetofonowej pod roboczą nazwą RSC, podobnie jak pierwszy album zespołu. 21 kwietnia 2017 odbyła się premiera płyty kompaktowej pod nazwą Życie to teatr wydanej nakładem GAD Records. Wszystkie utwory nagrano w studio Polskiego Radia w Katowicach: W październiku 1982 (utwory 11–12), w kwietniu 1983 (utwory 6–7, 10), w sierpniu 1983 (utwory 1–5, 8–9). Pierwszy nakład albumu (kaseta VEGA) wyniósł ponad 300 tys. egzemplarzy. Podczas „Dino Top Festiwal” 25 czerwca 2017 w Sędziszowie Małopolskim zespół za album otrzymał „Złotą płytę”.
26 maja 2023 GAD Records wydało kolejną reedycję albumu.
Do piosenki „Maraton rockowy” został nagrany teledysk.

## Lista utworów

### KasetaRSC1984
Strona A
1. „Muzyka semaforów” (muz. A. Wiśniowski, P. Spychalski, Z. Działa – sł. Z. Działa)
2. „Wolny będziesz szedł” (muz. P. Spychalski, Z. Działa – sł. Z. Działa)
3. „Maraton rockowy” (muz. A. Wiśniowski – sł. Z. Działa)
4. „Dopóki jeszcze grasz” (muz. A. Wiśniowski – sł. Z. Działa)
5. „Melancholia” (Napoleon Coste opracowanie A. Wiśniowski)

Strona B
1. „W oczekiwaniu na nikogo” (muz. A. Wiśniowski – sł. Z. Działa)
2. „Nocny kurs” (muz. A. Wiśniowski, P. Spychalski – sł. Z. Działa)
3. „Teatr pozoru” (muz. P. Spychalski, Z. Działa – sł. Z. Działa)
4. „Fabryka snów” (muz. A. Wiśniowski, P. Spychalski – sł. Z. Działa)

### Płyta CDŻycie to teatr2017
Źródło:.
1. „Muzyka semaforów” (muz. A. Wiśniowski, P. Spychalski, Z. Działa – sł. Z. Działa) – 4:37
2. „Wolny będziesz szedł” (muz. P. Spychalski, Z. Działa – sł. Z. Działa) – 4:22
3. „Maraton rockowy” (muz. A. Wiśniowski – sł. Z. Działa) – 4:11
4. „Dopóki jeszcze grasz” (muz. A. Wiśniowski – sł. Z. Działa) – 2:55
5. „Melancholia” (Napoleon Coste opracowanie A. Wiśniowski) – 1:22
6. „W oczekiwaniu na nikogo” (muz. A. Wiśniowski – sł. Z. Działa) – 4:34
7. „Nocny kurs” (muz. A. Wiśniowski, P. Spychalski – sł. Z. Działa) – 4:38
8. „Teatr pozoru (Życie to teatr)” (muz. P. Spychalski, Z. Działa – sł. Z. Działa) – 5:34
9. „Fabryka snów” (muz. A. Wiśniowski, P. Spychalski – sł. Z. Działa) – 3:43

Bonusy
1. „Muzyka semaforów” (radio version) – 4:26
2. „Teatr pozoru (Życie to teatr)” (radio version) – 5:30
3. „Fabryka snów” (radio version) – 3:40

### Płyta CDŻycie to teatr2023
Źródło:.
1. „Muzyka semaforów” (muz. A. Wiśniowski, P. Spychalski, Z. Działa – sł. Z. Działa) – 4:36
2. „Wolny będziesz szedł” (muz. P. Spychalski, Z. Działa – sł. Z. Działa) – 4:22
3. „Maraton rockowy” (muz. A. Wiśniowski – sł. Z. Działa) – 4:11
4. „Dopóki jeszcze grasz” (muz. A. Wiśniowski – sł. Z. Działa) – 2:55
5. „Melancholia” (Napoleon Coste opracowanie A. Wiśniowski) – 1:20
6. „W oczekiwaniu na nikogo” (muz. A. Wiśniowski – sł. Z. Działa) – 4:33
7. „Nocny kurs” (muz. A. Wiśniowski, P. Spychalski – sł. Z. Działa) – 4:36
8. „Teatr pozoru (Życie to teatr)” (muz. P. Spychalski, Z. Działa – sł. Z. Działa) – 5:32
9. „Fabryka snów” (muz. A. Wiśniowski, P. Spychalski – sł. Z. Działa) – 3:41

Bonusy
1. „Muzyka semaforów” (radio version) – 4:24
2. „Maraton rockowy” (live Opole 1984) – 4:14
3. „Teatr pozoru (Życie to teatr)” (live 2012) – 5:32
4. „Maraton rockowy” (live 2012) – 4:24

## Autorzy
- Andrzej Wiśniowski – gitara akustyczna, gitara elektryczna, lider, śpiew
- Piotr Spychalski – fortepian, Moog, Farfisa
- Zbigniew Działa – śpiew solo
- Wiesław Bawor – skrzypce, śpiew
- Andrzej Szczypek – gitara basowa
- Wiktor Kucaj – Farfisa
- Michał Kochmański – perkusja